# Hyalobarrier
Hyalobarrier är en substans för att hålla vävnader åtskilda efter kirurgi och därför förhindra/motverka uppkomst av adherenser. Den består av auto-korslänkad hyaluronsyra, högviskös genom kondensering. Hyaluronsyra har en naturlig metabol nedbrytning då det finns naturligt i hud och brosk.
Denna gel används för att förebygga postoperativa adherenser genom att hålla organ isär efter kirurgi. Vetenskaplig dokumentation finns ännu så länge inom gynekologi, vid såväl öppen som laparoskopisk kirurgi. Enligt professor C Sutton (University of Guilford Surrey, Uk) det enda alternativet med kliniska data för intrauterint bruk, såsom hysteroskopi.
Trots att merparten av dokumentationen finns inom gynekologi är inte indikationen begränsad dit. 

## Relaterade sökord
- Laparoskopi /Titthålskirurgi
- Hysteroskopi
- Gynekologi
- Kirurgi